# Jacques-François Amand
Jacques-François Amand, född 1730 i Saint-Cyr-du-Gault, nära Blois, nuvarande Centre-Val de Loire, död 1769 i Paris, var en fransk historiemålare. Student till målaren Pierre L'Enfant. År 1756 vann han Prix de Rome för verket Simson och Delila. Efteråt utställde han på Parissalongen talrika verk med antika och mytologiska motiv. Han graverade även flera av sina verk.